# Hans Folz

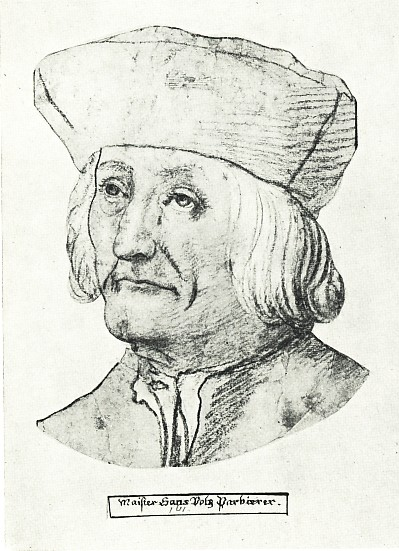
Hans Folz; Zeichnung von Hans Schwarz, um 1520.

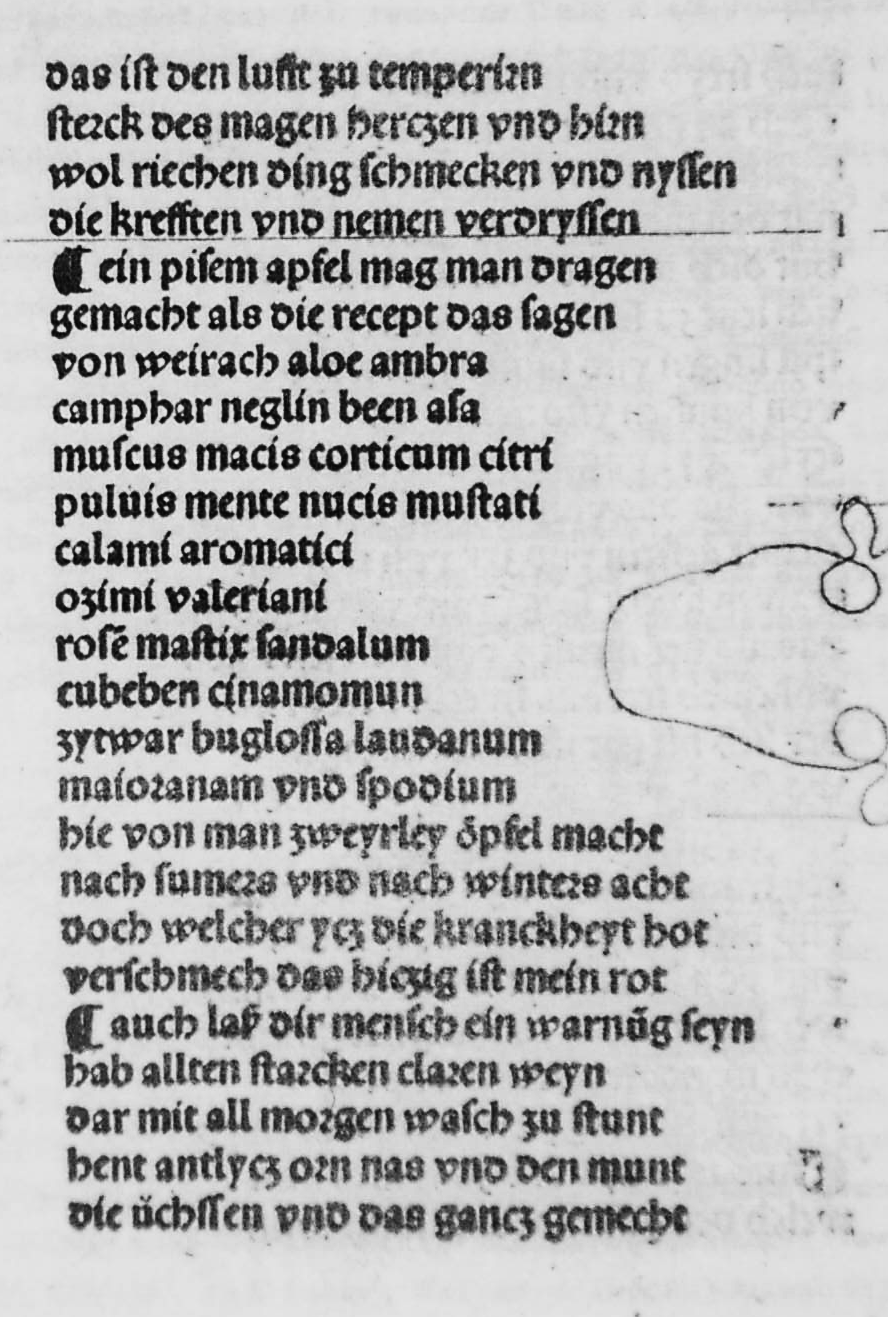
Eine Seite aus dem Pestregiment von Hans Folz (1482)

Hans Folz (* um 1435/1440 in Worms; † Januar 1513 in Nürnberg) war ein deutscher Wundarzt, Schriftsteller und Meistersinger, der unter anderem als Fastnachtsdramatiker bekannt wurde.

## Leben
Hans Folz, der seine Lateinkenntnisse wahrscheinlich in einer Wormser Stadtschule erworben hatte, ließ sich nach seinen Wanderjahren, die ihn nach Nordspanien und Augsburg führten, 1459 in Nürnberg nieder und wurde am 1. November 1459 dortiger Bürger. Er wurde dort 1486 als Barbier-Meister beurkundet, war zudem auch ein Wundarztmeister und kannte sich durch autodidaktischen Wissenserwerb in der akademischen Medizin, wie beispielsweise aus einigen seiner Reimpaarsprüche hervorgeht, aus. In dieser Rolle erlangte er das Amt des Geschworenen Meisters der Wundarznei und des Barbierhandwerks und vertrat als solcher die Interessen seines Berufsstandes in der Stadt, hatte also in der Schicht der Handwerker eine gehobene Stellung. Sein Vermögen erlaubt ihm 1493 den Kauf erblichen Grundbesitzes innerhalb der Stadtmauern. Agnes, seine Frau in erster Ehe, starb 1499. Seine zweite Frau Elsbet überlebte ihn.
Er trat als Dichter im Meistersang auf, vermutlich mehr aus eigenem Antrieb. Teile seines Werkes scheinen jedoch in Auftragsarbeit entstanden zu sein. Er gilt als Reformator des Meistersangs, da er die bis dato geltenden Konventionen durchbrach und statt der zulässigen Töne der zwölf „Alten Meister“ weitere 27 neue Töne etablierte. Seine etwa 100 Meisterlieder widmen sich vorwiegend religiösen Fragen. Dem späteren Meistersänger Hans Sachs bereitete sein Schaffen den Weg. Neben seinem Meistergesang verfasste Folz weitere Literatur, etwa derbe Schwänke, aber auch feine, kunstvoll ausgebaute Schauspiele unter Ausnutzung der zeitgenössischen Dramaturgie. Sieben Fastnachtsspiele sind von ihm namentlich bekannt, fünf weitere werden ihm zugeschrieben. Diese Spiele stehen stilistisch in der Tradition Hans Rosenplüts, zeichnen sich aber sprachlich durch eine feinere, gewandtere Sprache aus. Seine rabiat vorgetragene Judenfeindlichkeit vor allem in den Fastnachtspielen „Die alte und die neue Ehe“ und „Der Herzog von Burgund“, die beide in der öffentlichen Demütigung und Misshandlung von Juden gipfeln, machen ihn zu einem Vertreter des literarischen Antijudaismus im Mittelalter.
Seine Werke ließ er zwischen 1479 und 1488 in Form von Broschüren drucken und widmen sich lyrisch, doch in ernsthafter und gewählter Form auch ökonomischen, moralischen, katechetischen oder dogmatischen Fragen oder Berichten über zeitgenössische Ereignisse und Persönlichkeiten. In einer, auch Inhalte des Werks Tractatus de balneis naturalibus von Felix Hemmerlin enthaltenden bäderheilkundlichen Schrift referierte er über die „Gute Lehre von allen Wildbädern“.

## Schriften (Auswahl)
- Feuerwerksbuch.[9]
- Wahrsagebeeren. 1497; in der zweiten Fassung von 1485/86 zu einer antijüdischen Polemik verändert.[10]
- Dises puchlein saget uns von allen paden, die von natur heiß sein. (Bäderbüchlein), um 1480. Als Faksimile herausgegeben und kommentiert von Rüdiger Krüger. helfant edition, Stuttgart 1995.
- Hausratbüchlein. Um 1490[11]
- Von dem König Markolfo.
- Von einem Kaiser und einem Abt.[12]
- Gute Lehre von allen Wildbädern.
- Von einer Cellation des Kaisers Maximilian in Nürnberg
- Vom Brantwein
- Berechnung des Wuchers der Juden
- Von der Beichte
- Von einem griechischen Arzt
- Von einem Bürger zu Straßburg, der gen Rom zog
- Von einem faulen Hurensohn, der sich auf Büberei legt
- Krieg des Dichters wider einen Juden
- Von drei Studenten, die um eine schöne Wirthin buhlten
- Poetische Historie von des heiligen römischen Reichs Ursprung
- Von einem kargen Reichen, der einen Armen eines Festtags einlud
- Wie Adam und Eva nach Vertreibung aus dem Paradiese gelebt
- Von der Pestilenz und ihren Zeichen
- Die böhmische Irrung oder Ketzerei
- Liber collationem vel Vitas patrum zu teutsch Confect Puch
- Von eynem Pulen[12]